# STU-III

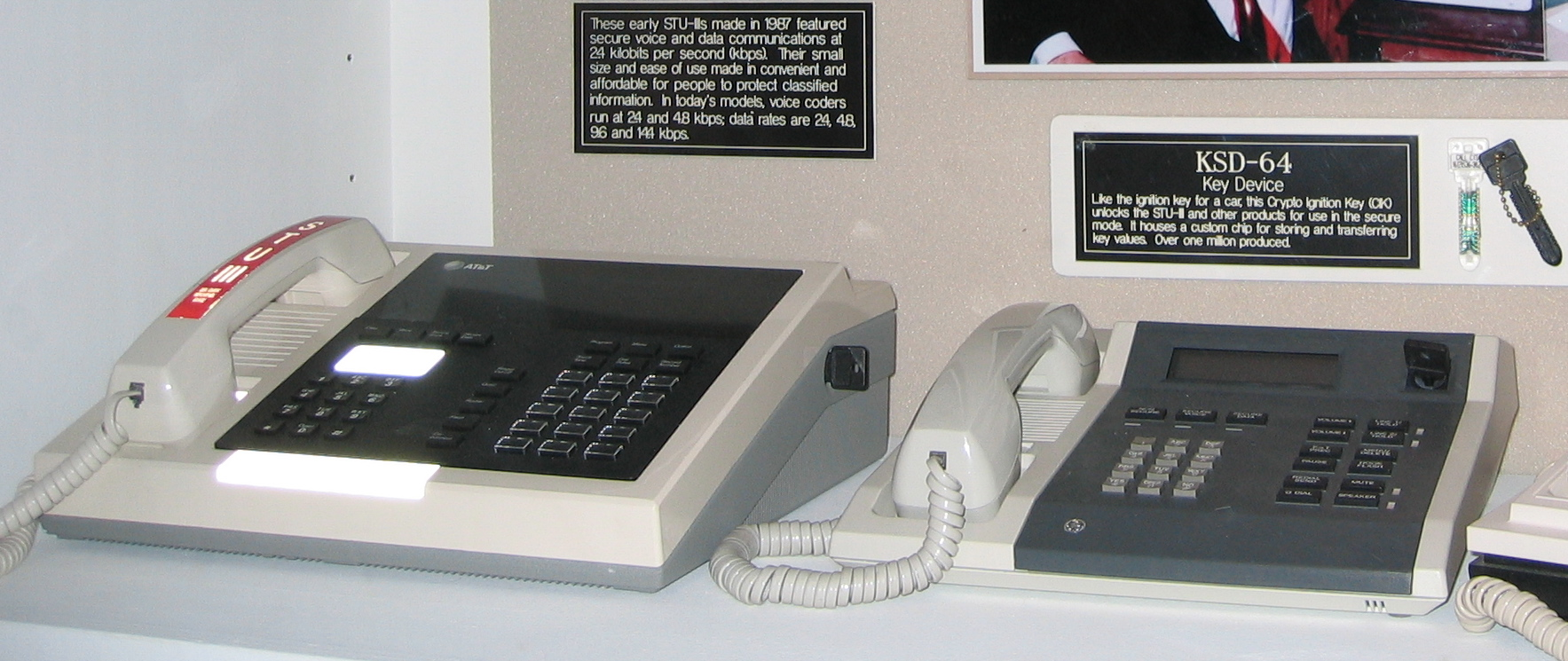
STU-III в Национальном Криптографическом музее США

STU-III (аббр. от англ. Secure Telephone Unit, Third Generation) — семейство безопасных телефонных модулей, являющихся устройствами шифрования голосовой связи. Разработан Агентством национальной безопасности США в 1987 году для использования правительством Соединенных Штатов и их союзниками. STU-III позволяет осуществлять голосовые коммуникации на уровне «совершенно секретно».
По размерам и форме этот модуль почти такой же, как и обычный телефонный аппарат и может быть использован так же, как и обычный телефон (однако в этом случае он работает как несекретный). Отличие заключается в наличии сменного модуля памяти в пластмассовом корпусе, по форме напоминающем ключ, при подключении которого становится возможным безопасное соединение. Большинство моделей STU-III также включают в себя порт RS-232 для передачи данных и факсов и помимо передачи речи могут быть использованы для безопасной передачи данных по модемному каналу. STU-III производились такими компаниями, как AT&T, RCA и Motorola.

## История
Оборудование для передачи данных, телефонных разговоров и факсов, использующее шифрование появилось достаточно давно, но оно было слишком габаритным, сложным в эксплуатации и дорогим.
В 1960-х одним из первых устройств защиты звуковой информации появившихся в продаже, размеры которого не превосходили небольшой холодильник, стал KY-3. В 1970 году свет увидело первое поколение STU (STU-I), а затем в 1975-м появился STU-II.
В 1984 году АНБ начало ускоренную программу FSVS (Future Secure Voice System), нацеленную на голосовые коммуникации конца 1980-х. Фактически безопасный телефонный модуль третьего поколения (STU-III) был разработан к 1987 году. Главной целью новой системы было предоставить  Министерству обороны США и его подрядчикам средства безопасной передачи речи и данных. Для более широкого распространения STU-III был сделан размерами с обычный настольный телефон, лёгким в использовании и относительно дешёвым. На 1994 год было произведено около 300 000—400 000 экземпляров STU-III, и многие всё ещё использовались спустя более чем 10 лет.
На данный момент STU-III больше не производится, ему на замену пришёл более современный STE, который работает по линиям ISDN. STE преодолел многие проблемы STU-III, включая 15-секундную задержку, а также он имеет преимущество в скорости передачи данных (STU-III: до 9 кбит/сек; STE: до 128 кбит/сек).

## Версии

Джордж Буш разговаривающий по STU-III сразу после террористической атаки 11 сентября

- STU-III/Low Cost Terminal (LCT) разработан для использования в офисной среде — военный, правительственный и частный сектора.
- STU-III/Cellular Telephone (CT) может взаимодействовать со всеми версиями STU-III. Работает во всей континентальной американской мобильной сети, а также в большинстве иностранных.
- STU-III/Allied (A) — специализированная версия STU-III/LCT, совместимая с STU-II. Включает в себя все основные функции STU-III и некоторые дополнительные возможности STU-II.
- STU-III/Remote Control Interface (RCU) позволяет осуществлять конференц-связь нескольких модулей.
- STU-III/MultiMedia Terminal (MMT) позволяет передавать данные как по цифровому, так и по аналоговому каналу связи.
- STU-III/Inter Working Function (IWF)
- STU-III/Secure Data Device (SDD)
- STU-III/CipherTAC 2000 (CTAC)

## Уровни безопасности
STU-III доступен в пяти уровнях безопасности шифрования. Очевидно, чем выше уровень, тем более ограниченны условия продаж устройства. Большинство модулей STU-III было разработано с шифрованием типа 1 (по классификации NSA).
- Тип 1 — позволяет проводить переговоры во всех грифах секретности, включая «совершенно секретно». Устройства данного типа предназначены для использования только правительством США, Министерством обороны США и спецслужбами.
- Тип 2 — используется для передачи не секретной, но конфиденциальной информации. Используется только правительством США и военными службами.
- Тип 3 — может быть использован только компаниям и гражданами США и Канады.
- Тип 4 — устройства данного типа общедоступны для международных компаний и граждан. Позволяет сохранить высокий уровень конфиденциальности, но фактически не предназначен для секретной информации.

Устройства типа 2, 3 и 4 были выпущены в условиях коммерческой программы, но не получили большого успеха.

## Техническая информация
Двумя главными технологиями, используемыми STU-III, являются KSD-64A — сменный модуль памяти в форме ключа и электронная система управления ключами (EKMS — Electronic Key Management System). Сама система основана на криптографии с открытыми ключами.
KSD-64A содержит чип EEPROM (Electronically Erasable Programmable Read Only Memory) на 64 килобайта, который используется для хранения ключа и другой информации. Для нового STU-III сначала должен быть установлен стартовый ключ — «seed key». Этот ключ обычно отправляется от NSA курьерской службой (Defense Courier Service) и должен быть преобразован в эксплуатационный ключ прежде чем использование аппарата станет возможным. Для этого необходимо осуществить звонок в NSA.
Эксплуатационный ключ состоит из двух компонент, один из которых записывается на KSD-64A, после чего он становится криптографическим «ключом зажигания» — CIK (Crypto Ignition Key). Только когда CIK вставлен в модуль STU-III, на котором он был создан, секретная информация может быть передана или принята.
Для осуществления переговоров при помощи STU-III звонящий сначала обычным образом звонит на другой модуль STU-III. После того как оба участника вставляют их соответствующие «ключи», содержащие криптографические переменные, одному из них необходимо нажать кнопку «секретные переговоры» («go secure»). Спустя примерно 15 секунд каждый телефон выводит на экран информацию о личности и допуске другой стороны, и разговор может начаться на секретном уровне. Во время этой небольшой задержки два аппарата STU-III «договариваются» об уникальном ключе, который будет использоваться для шифрования передаваемых данных только во время этого сеанса связи. Одновременно каждый из телефонных модулей производит проверку ключа другого участника на наличие его в списке отзыва сертификатов (СОС).
Безопасные данные могут быть переданы на скоростях 2.4, 4.8, и 9.6 кбит/сек, но при этом пропускная способность данных между двумя STU-III не превосходит скорости самого медленного модуля из соединённых. Звуковой сигнал переводится в цифровую форму — последовательный поток данных (обычно 8000 битов в секунду). В свою очередь эти данные обрабатываются внутренним алгоритмом шифрования, на выходе получается псевдослучайный поток двоичных сигналов, расшифровать который крайне трудно (но не невозможно). Встроенный декодер позволяет преобразовать этот поток обратно в аудио.
Несмотря на то, что STU-III давно снято с производства, алгоритмы шифрования, используемые данным аппаратом, держатся в секрете и вероятно никогда не будут рассекречены, если их никто не взломает в будущем. Информация о STU-III является крайне ограниченной, ввиду своей секретности и большая часть сведений может быть найдена на сайтах изготовителей.